# Bozsik Stadion
Il Bozsik Stadion è lo stadio della squadra di calcio ungherese dell'Honvéd Budapest. Lo stadio è intitolato al giocatore di calcio della nazionale di calcio ungherese degli anni cinquanta József Bozsik.

## Storia
Agli inizi del 900' era un grande appezzamento di terra di proprietà del comune di Kispest (allora un sobborgo dotato di un comune autonomo, oggi parte della città di Budapest.) Con la nascita della Kispest omonima squadra di questa città, si ebbe la necessità di costruire un impianto sportivo per poterla ospitare, così tra la gente del quartiere si organizzò una raccolta fondi dove spiccarono fra tutti Ferenc Polacsek (proprietario di un hotel) e Ferenc Herbacsek (commerciante di legname) i quali hanno dato importanti contributi finanziari per la costruzione del complesso sportivo. L'inaugurazione dell'impianto originariamente chiamato Sárkány Utca fu fatta nel 1913, soprannominato poi Grotta del Drago dalle squadre ospiti.
Il 18 novembre 1926, la città di Kispest ha votato per donare 500 milioni di HUF per modernizzare l'impianto.
Nel 1935 il presidente József Molnár, dopo aver superato una crisi economica pubblica dei progetti per costruire uno stadio più grande e più moderno. Il nuovo impianto chiamato ora Kispest AC fu inaugurato il 2 gennaio del 1938 con una capienza totale di 8000 spettatori di cui 5000 posti a sedere e 3000 posti in piedi, il nuovo stadio fu più facile da raggiungere perché situato ora a pochi metri dal capolinea del tram n. 42, all'interno dell'impianto sportivo fu costruito anche un complesso termale (oggi non più operativo).
Il 12 febbraio 1939 lo stadio è stato ulteriormente ampliato e ammodernato portandolo alla capacità di 15.000 posti.
Nel 1945 subito dopo la fine della Seconda guerra mondiale la gente di Kispest si impegnò nei lavori di ricostruzione dopo i pesanti danni bellici subiti.
Nel 1955, l'impianto è stato ricostruito e ampliato; prima di allora la squadra ha dovuto giocare tutte le sue partite fuori.
Il 20 maggio del 1967, lo stadio fu ampliato portandolo ad una capienza di 25.000 spettatori, costruendo nuovi campi di allenamento sia in erba che in argilla ed inaugurando anche l'impianto di illuminazione con una partita amichevole contro lo Szombathelyi Haladás.
Il 1º ottobre 1986 con una mostra dedicata al club prima dell'incontro di Coppa dei Campioni contro il Brøndby terminato 2-2 ha inaugurato il Bozsik Stadium, prima del calcio d'inizio Lajos Tichy (bandiera del club) ha tenuto un discorso insieme al presidente Sándor concluso con dei fuochi d'artificio. 
Il nuovo stadio ora ha un sistema di illuminazione ancora più potente con un manto erbosa di ultima generazione dotato di un sistema di riscaldamento installato sotto il campo, il terreno di gioco è stato allungato ed ampliato, e nel complesso sportivo è stato costruito un hotel con 20 camere ed un ristorante con 200 posti.
Nel 1990 gli spogliatoi ed i bagni sono stati rinnovati, la vecchia palestra è stata trasformata in un club VIP.
Nel 2006 esattamente 16 anni dopo, lo stadio cadde in rovina, ed il nuovo proprietario del club George Hemingway ha deciso di rinnovarlo completamente. Ora la nuova capacità dello stadio è di 10.000 posti (6.000 posti a sedere, 4.000 posti in piedi).
Dal 2014 fino ad inizio 2016 l'impianto fu noleggiato dall'MTK Budapest altra società calcistica della capitale magiara, come stadio provvisorio in attesa che terminassero i lavori di costruzione del nuovo Nándor Hidegkuti Stadion.
Sempre nel 2014 si avviarono i progetti la costruzione del nuovo Bozsik Stadion.
Nel settembre 2018 con una manifestazione d'addio svolta con alcune partite di vecchie glorie, mostre dei trofei, passerella dell'attuale squadra e fuochi artificiali oltre che alla presenza massiccia degli ultras e del pubblico in cui fa registrate il tutto esaurito. Dopo ben 85 anni, lo stadio ha chiuso i battenti per una completa ricostruzione. 
Nei primi mesi del 2019 sono iniziati i lavori di demolizione delle strutture e dopo la sua completa ricostruzione, completata nel 2021, lo stadio, rinominato Bozsik Arena, ha una capienza di 9.500 posti a sedere.
Il 9 settembre 2024 lo stadio ha ospitato la gara del Gruppo 2 della Lega A della UEFA Nations League tra le nazionali di calcio di Italia e Israele.

## Trasporto
Il Bozsik Stadion si trova nel distretto XIX a Budapest, Ungheria.
| Servizio                  | Fermata         | Linea   | Distanza         |
| ------------------------- | --------------- | ------- | ---------------- |
| Metropolitana di Budapest | Határ út        | Azzurra | 3,7 km 8 minuti  |
| Tram a Budapest           | Tulipán utca    | 42      | 350 m 4 minuti   |
| Autobus di Budapest       | Kőbánya-Kispest | 93 93A  | 4,1 km 14 minuti |

## Curiosità
- Lo stadio della Honved è stato il primo in Ungheria ad essere stato chiamato con il nome di un giocatore di calcio ungherese.

## Galleria d'immagini

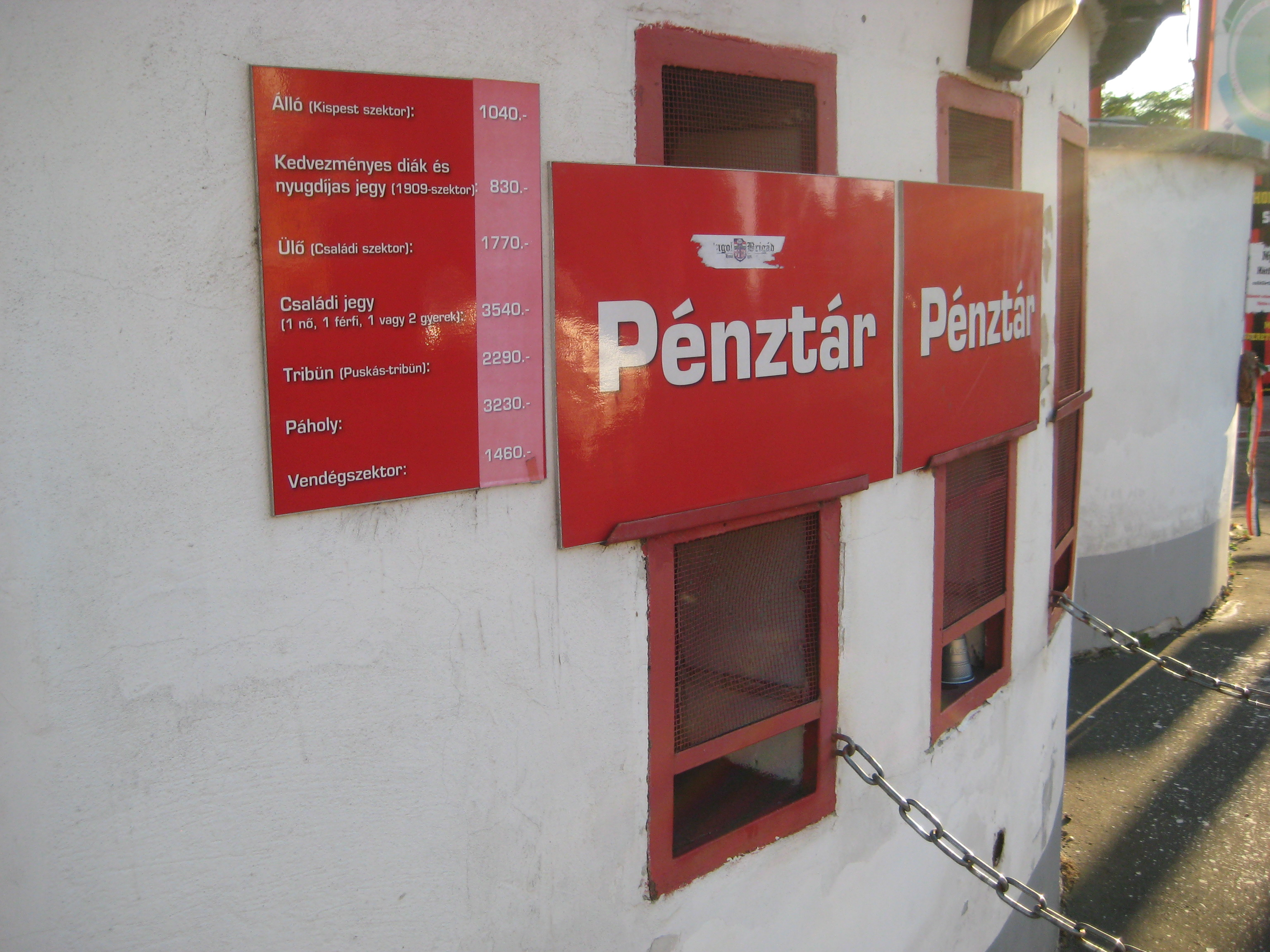
La biglietteria dello stadio
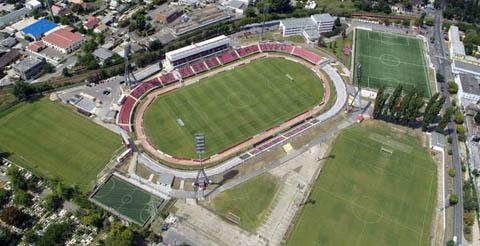
Veduta dall'alto del vecchio impianto
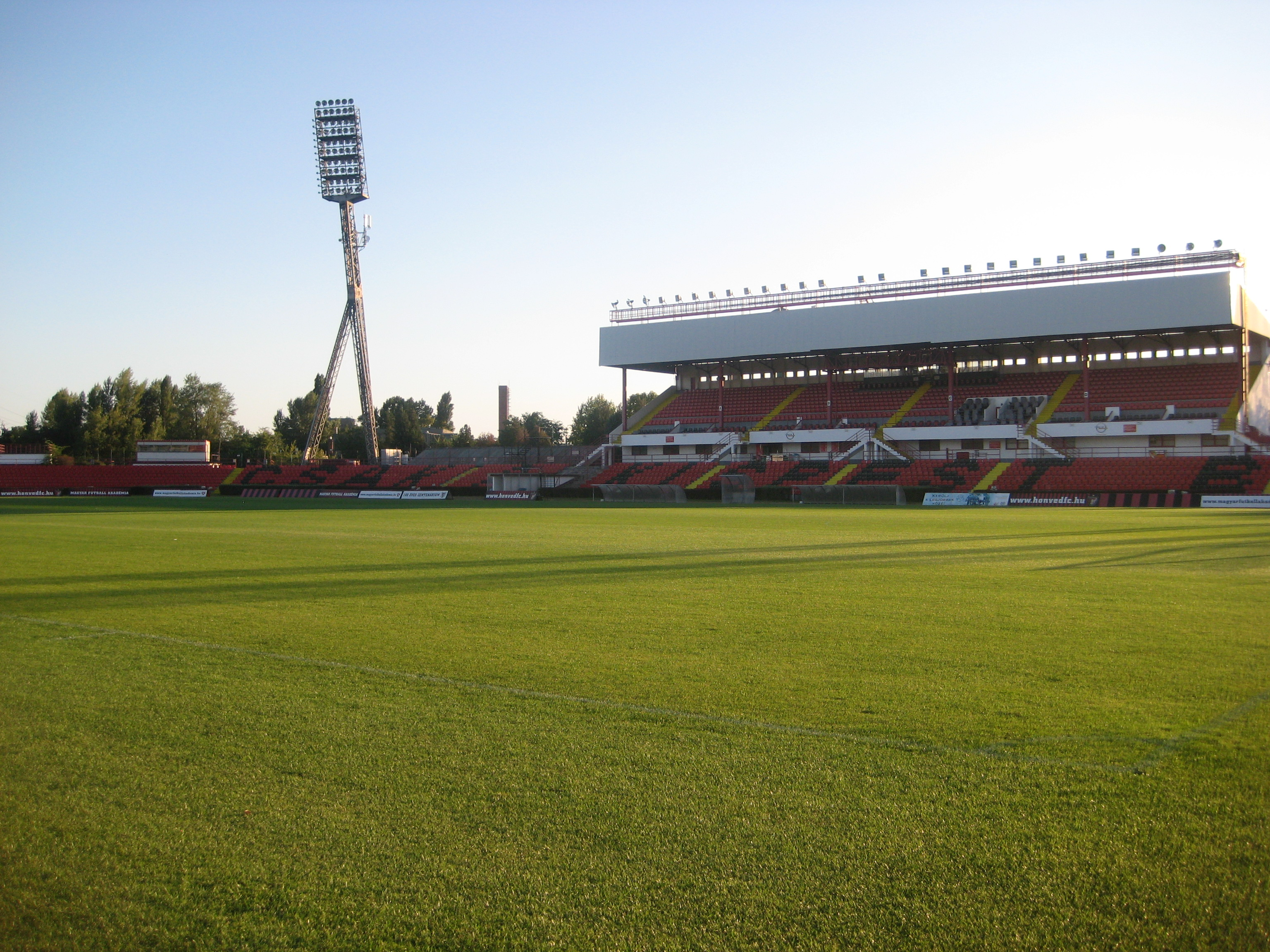
Lo stadio nel 2011